# 头球

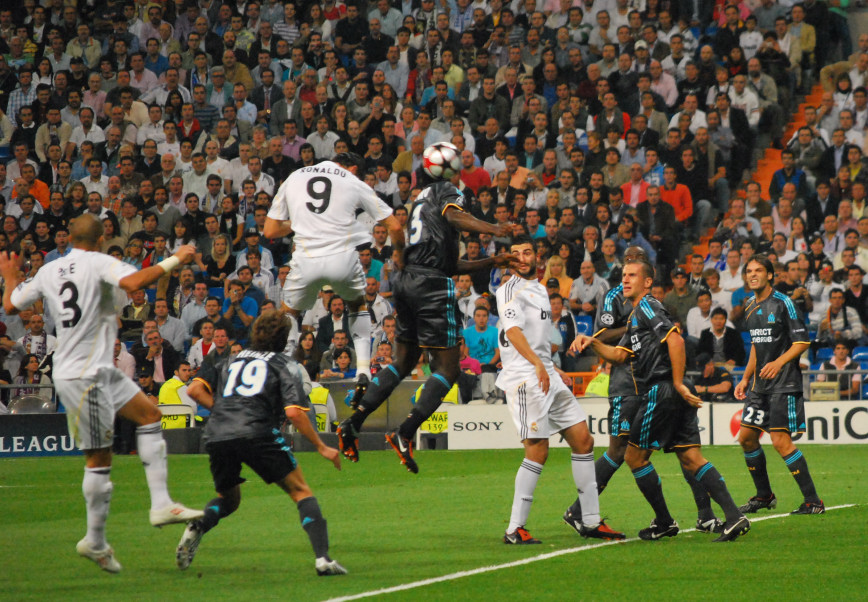
2009–10年歐洲冠軍聯賽分組賽中，皇家马德里足球俱乐部的基斯坦奴·朗拿度（白色9號）头球得分

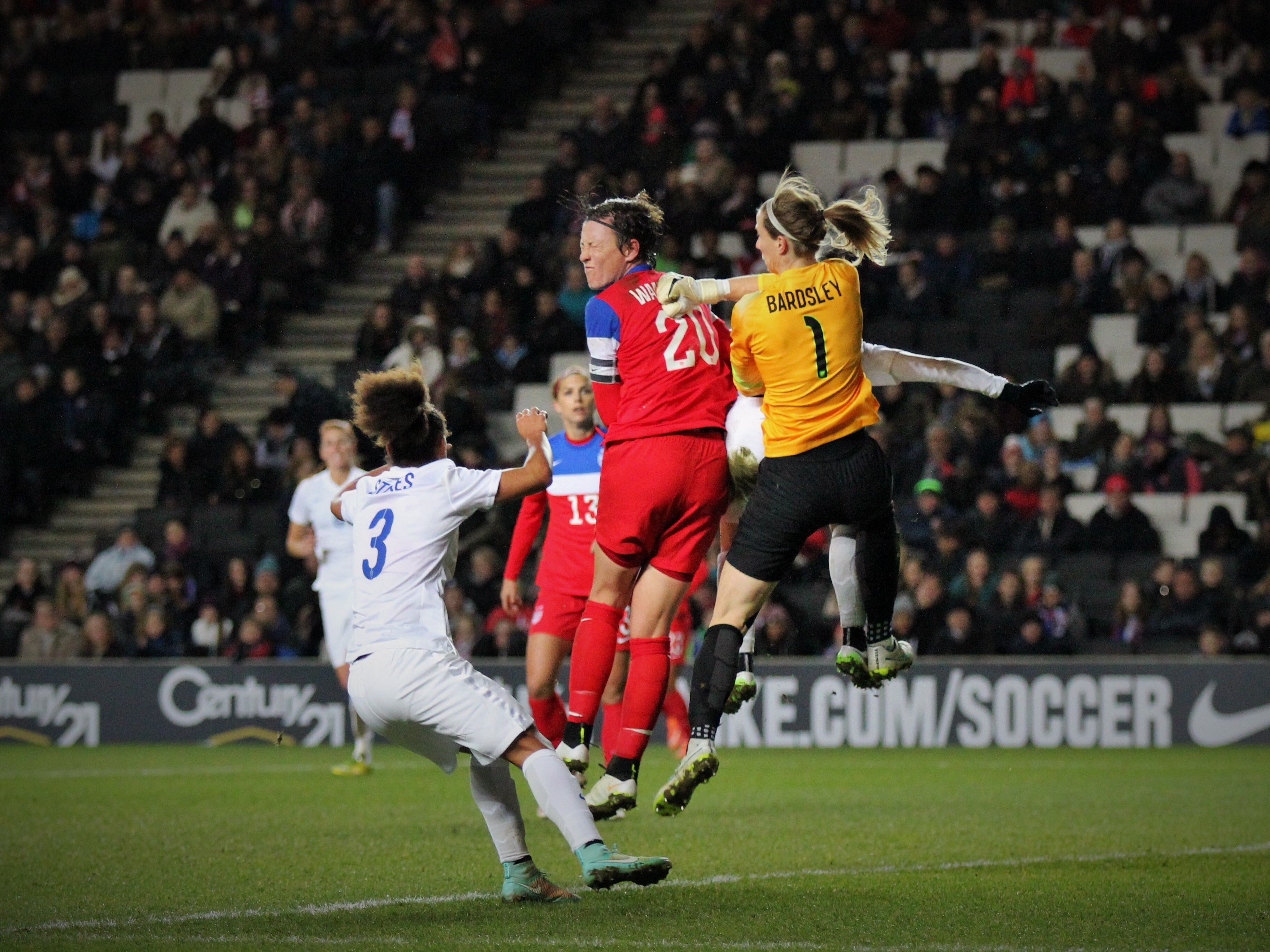
阿比·万巴赫（紅色20號）在2015年2月比賽中出現的头球

头球是在足球比賽中使用的技巧，用頭來傳球、射門或是接高球。可能是在站立時進行，也有可能是在以跳躍或是魚躍（diving）姿勢進行。头球是足球賽中常用的技巧，幾乎每一場比賽都會出現。
一般而言，前鋒會用头球來得分，而後衛會用头球來避免對手得分。因為除了守門員之外，其餘選手的手不能碰到球，因此當足球在空中時，头球是一個可行的作法。大部份的头球得分是因為因為傳中或是角球的結果。球隊的組織核心將球傳到目標位置的空中，再由头球者用頭來碰撞球（可能是站著、跳躍或是魚躍姿勢。

## 健康上的風險
拳擊和美式足球對頭部會造成運動傷害（慢性創傷性腦病變及美式足球的衝撞），头球也會造成慢性創傷性腦病，是因為球的質量產生的衝撞，也因為和其他選手的衝撞。美國足球協會已規定「在十歲以及十歲以下兒童的比賽中，不得使用头球，在十一歲至十三歲的比賽中，也要限制頭球使用的次數。」